# Så fjärran, så djupt finnes ingen
Så fjärran, så djupt finnes ingen är ursprungligen en finsk sång vid namn Niin alhaalla ei kukaan kulje, med text av Martta Kaukomaa. Texten finns publicerad i samlingen Herramme Tulee.
Melodi Iina Karttunen. Publicerad i samlingen Sävelsilta I
- Text: Martta Kaukomaa, Helsingfors
- Melodi Annikki Palosuo-Louhimies, Helsingfors